# Gil Young-ah
Gil Young-ah (Ansan, 11 de abril de 1970) é uma ex-jogadora de badminton coreana. campeã olímpica, especialista em duplas.

## Carreira
Gil Young-ah representou seu país nos Jogos Olímpicos de Verão de 1992 e 1996, conquistando a medalha de ouro, nas duplas mistas, em Barcelona 1992, com Kim Dong-moon. Nas duplas femininas conquistou uma prata em 1996 e um bronze em 1992. Atualmente é treinadora.